# Antaxius pauliani
Antaxius pauliani är en insektsart som beskrevs av Lucien Chopard 1939. Antaxius pauliani ingår i släktet Antaxius och familjen vårtbitare. Inga underarter finns listade i Catalogue of Life.